# Hannes Meier
Hannes Meier (* 24. Juli 1936 in Chemnitz; † 5. Juli 1990 in Schwerin) war ein deutscher Maler und Grafiker in der DDR.

## Leben und Werk
Meier absolvierte von 1950 bis 1953 in Seiffen eine Tischlerlehre. Anschließend besuchte er bis 1956 die Arbeiter- und Bauernfakultät der Hochschule für Bildende Künste Dresden (HfBK), wo er das Abitur erwarb. Von 1956 bis 1961 studierte er an der HfBK bei Erich Fraaß und Paul Michaelis.
Danach zog Meier mit seinen Künstlerfreunden Karlheinz Effenberger, Gerhard Floß und Horst Holinski nach Schwerin, wo sie bis 1963 als „Kollektiv Bannewitz“ zusammenarbeiteten. Der Name der Gruppe kommt von dem Dorf, in dem sie als Studenten zum Ernteeinsatz waren.
Bis zu seinem Tod arbeitete Meier weiter als freischaffender Künstler in Schwerin. Zum Arbeiten hielt er sich häufig in Ahrenshoop auf.
Meier war Mitglied des Verbands Bildender Künstler der DDR.
Im Kunstarchiv Beeskow befinden sich 13 Tafelbilder Meiers.

## Werke
- Stillleben (1963, Öl, 80 × 60 cm)[2]
- Auf dem Weg zur Eisbahn (1963, Öl, 95 × 75 cm)[3]
- Porträt eines Mecklenburger Jungen (1970, Öl auf Hartfaser, 53,5 × 46 cm)[4]
- Singende Jugend (1973, Öl, 175 × 180 cm)[5]
- Born auf dem Darss (1981, Gouache, 36 × 45 cm)[6]

## Ausstellungen (unvollständig)

### Einzelausstellungen
- 1988: Schwerin, Kunstkaten des Freilichtmuseums Schwerin-Mueß („Aquarelle und mehr“)
- 1990: Schwerin, Galerie am Dom (Malerei; Verkaufsausstellung)
- 1990: Rostock, Galerie am Boulevard (Malerei; Verkaufsausstellung)

### Ausstellungsbeteiligungen
- 1969: Berlin („Architektur und Bildende Kunst. Ausstellung zum 20. Jahrestag der DDR“)
- 1972 bis 1985: Schwerin, vier Bezirkskunstausstellungen
- 1981/82: Schwerin, Staatliches Museum („Handzeichnungen aus dem Bezirk Schwerin“)